# Hogna watsoni
Hogna watsoni är en spindelart som först beskrevs av Willis J. Gertsch 1934.  Hogna watsoni ingår i släktet Hogna och familjen vargspindlar. Inga underarter finns listade i Catalogue of Life.